# Kubajt
Kubajt (ang. qubyte lub qbyte, bajt kwantowy) – jednostka informacji kwantowej. Nazwa pochodzi z połączenia angielskich słów quantum – kwant, kwantowy i byte – bajt.
Kubajt stanowi informację kwantową złożoną z ośmiu kubitów. 
Słowo qubyte pojawiło się po raz pierwszy w 1996 roku, m.in. w biuletynie Amerykańskiego Instytutu Fizyki Physics News No. 293 oraz w pracy Wojciecha Huberta Zurka i Raymonda Laflamme.
W styczniu 2005 roku uczeni z Uniwersytetu w Innsbrucku chwytając w pułapkę jonową osiem atomów wapnia skonstruowali pierwszy kubajt. 